# Grand Prix (трубопровід для ЗВГ)
Grand Prix (трубопровід для ЗВГ) — трубопровідна система у Техасі, котра доправляє зріджені вуглеводневі гази (ЗВГ) до найбільшого в світі центру фракціонування у Монт-Белв'ю.
Стрімке зростання видобутку ЗВГ внаслідок «сланцевої революції» призвело до спорудження нових систем вивозу цих вуглеводнів до узбережжя Мексиканської затоки, передусім до ЗВГ-хабу в Монт-Белв'ю. Зокрема, у середині 2019-го почалось введення в дію трубопроводу Grand Prix, котрий обслуговуватиме одразу два нафтогазоносні регіони:
- одна гілка прямує із заходу з басейну Перміан, котрий охоплює суміжні райони Техасу та Нью-Мексико. Вона виконана в діаметрі 600 мм та первісно призначена для транспортування 300 тисяч барелів на добу, з можливим подальшим розширенням до 550 тисяч барелів;
- інша підсистема подаватиме ЗВГ із південної Оклахоми, де ведеться розробка сланцевих формацій Вудфорд та Кана-Вудфорд. Одне з її відгалужень буде сполучене з трубопровідною мережею у канзаському ЗВГ-хабі, через який зможе подаватись до 120 тисяч барелів ЗВГ походженням із басейнів Денвер-Юлесбург, Вамшуттер та інших (для цього ще одна компанія спорудить лінію довжиною 188 миль, котра починатиметься від її установки фракціонування у Конвеї та південного завершення трубопроводу Оверленд-Пасс).

Після зустрічі у центральному Техасі західної та північної підсистем до Монт-Белв'ю вуглеводні перекачуватимуться по трубопроводоу діаметром 750 мм з первісною пропускною здатністю у 450 тисяч барелів на добу (та можливістю збільшення цього показника до 950 тисяч барелів).
Загальна довжина системи після її завершення становитиме біля 1200 миль.